# Colombia Tiene Futuro
Colombia Tiene Futuro est un mouvement politique colombien du centre et centre gauche, fondé le 21 août 2021. C'est l'un des mouvements qui composait la Coalition du centre de l'espoir (es). Alejandro Gaviria est le fondateur et dirigeant du mouvement.
Le 7 juillet 2022, Gustavo Petro annonce la nomination d'Alejandro Gaviria comme ministre de l'Éducation au sein de son gouvernement.

## Historique

### Rumeurs et convoitises
Dès juillet 2021, de nombreuses rumeurs font écho d'une potentielle candidature d'Alejandro Gaviria à l'élection présidentielle de 2022 et il fait l'objet de nombreuses convoitises. Il rencontre notamment Gustavo Petro, candidat au sein de la coalition du Pacte historique, lui suggérant d'intégrer la consultation interne de la coalition, car s'il arrivait deuxième à celle-ci, il deviendrait le candidat vice-président de Gustavo Petro. Néanmoins, l'ancien ministre Gaviria a refusé.
De son côté, en juillet 2021, la Coalition du centre de l'espoir (es) exprime un refus de la participation de Gaviria à leur primaire afin de désigner un candidat, notamment par la critique de Jorge Enrique Robledo (es), membre de la coalition et candidat interne, de son action et bilan en tant que ministre de la Santé sous la présidence de Juan Manuel Santos.
En août 2021, le dirigeant du Parti libéral colombien César Gaviria a réitéré à plusieurs reprises pour qu'Alejandro Gaviria soit candidat le du Parti libéral à l'élection présidentielle de 2022, sans que l'intéressé ne donne suite à cette proposition.

### Création du mouvement et candidature présidentielle
Le 27 août 2021, Alejandro Gaviria annonce la création du mouvement « Colombia Tiene Futuro » sur les réseaux sociaux, et son intention de se présenter à l'élection présidentielle de 2022,. Il annonce également la création d'une fondation afin de former les jeunes politiquement, il est souvent présenté comme un candidat libéral et populaire auprès des jeunes et étudiants,.
Quelques heures après l'annonce de sa candidature, le candidat Gustavo Petro réagit au programme présenté par Alejandro Gaviria, reconnaissant qu'il y a « beaucoup » de points communs avec la proposition politique de Petro, signe d'une ouverture politique sur le débat d'idées. Il se montre néanmoins critique quant à la modération du programme, évoquant qu'il y a « un manque de profondeur dans la transition due au changement climatique, dans le changement du modèle de santé et la pertinence d'une réforme agraire ».
Gustavo Petro qualifie le programme de Gaviria de « proposition libérale » qui ne « parvient pas à surmonter le néolibéralisme ». Il s'est montré ouvert politiquement au candidat et a déclaré que « la possibilité d'une rencontre entre progressisme et libéralisme porte sur le fait que le libéralisme puisse vaincre le néolibéralisme ».
Le 28 novembre 2021, le mouvement signe un accord dans lequel il rejoint la Coalition du centre de l'espoir (es), pour se présenter en son sein à une consultation où serait défini le candidat de la coalition pour l'élection présidentielle de 2022.
En décembre 2021, Alejandro Gaviria recueille 1 400 000 de signatures, assez pour s'inscrire officiellement en tant que candidat à l'élection présidentielle, conditionné à sa victoire dans la consultation de la Coalition du centre de l'espoir (es).
Le 13 mars 2022, à l'issue de la consultation interne, Alejandro Gaviria termine à la 4e position, récoltant 336 385 voix, soit 15,58 % des suffrages exprimés. À l'issue des résultats officiels, Gaviria annonce soutenir le candidat désigné, Sergio Fajardo.
Lors de la campagne du premier tour de l'élection présidentielle, les médias évoquent un futur soutien de Gaviria à Gustavo Petro. Néanmoins, l'ancien candidat nie ces rumeurs et maintient son soutien à Sergio Fajardo, dans une vidéo publiée sur les réseaux sociaux.

### Ralliement et membre du gouvernement Petro

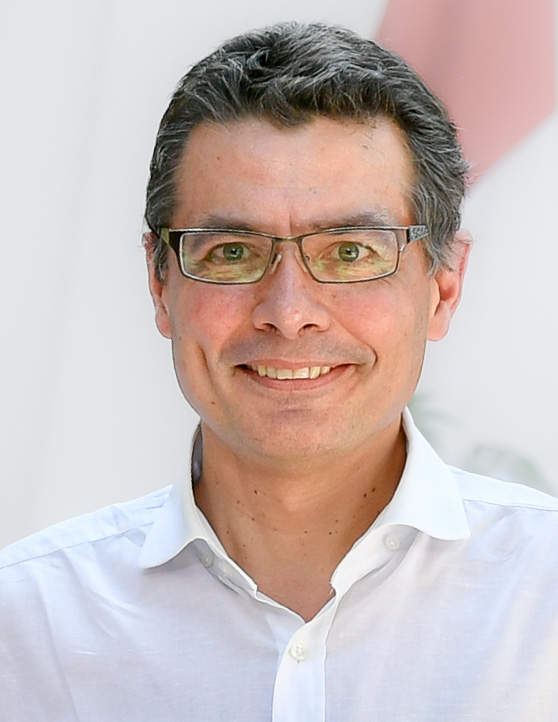
Alejandro Gaviria, ministre de la Santé de l'époque, en 2014.

Lors du second tour de l'élection présidentielle entre Gustavo Petro et 	Rodolfo Hernández, Alejandro Gaviria apporte ouvertement son soutien à Petro, contrairement à ses anciens alliés de la Coalition du centre de l'espoir (es), qui privilégient d'appeler à voter pour Hernández ou de voter blanc. Il rejoint également le cercle de Petro,.
Le 7 juillet 2022, Gustavo Petro annonce la nomination d'Alejandro Gaviria comme ministre de l'Éducation au sein de son gouvernement. Cette nomination est le signe d'une ouverture politique de Gustavo Petro, en raison des positions progressistes et modérés de Gaviria, notamment sur les sujets sociétaux, écologiques, et l'éducation,,,.
Après sa nomination, de nombreux internautes relaient une ancienne vidéo dans lequel l'ancien candidat exprime son refus de rejoindre Gustavo Petro, et imagine un gouvernement qui s'enfoncerait dans une crise. En réaction, le nouveau ministre répond le 11 juillet que : « Ce qui est triste dans tout cela, c'est que ceux qui se disent libéraux n'envisagent pas la possibilité d'un consensus, d'accords partiels. Avez-vous déjà vu la dureté des attaques de Kamala Harris contre Biden ou d'Hillary Clinton contre Obama ? Libéralisme et dogmatisme ne vont pas de pair ».